# The Return (película de 2024)
El Regreso es la película de drama histórico dirigida por Uberto Pasolini y protagonizada por Ralph Fiennes y Juliette Binoche. La película es una nueva versión de la Odisea de Homero realizada por Edward Bond, John Collee y Pasolini.
Estuvo programado para estrenarse en la sección Gala del Festival Internacional de Cine de Toronto 2024 en septiembre de 2024 y se estrenó en cines el 6 de diciembre de 2024 en los Estados Unidos por Bleecker Street.

## Sinopsis
Odiseo (Fiennes) llega a las costas de su isla natal, Ítaca, después de veinte años luchando y regresando de la Guerra de Troya. Marcado por sus experiencias, está irreconocible del poderoso rey guerrero que se fue, 20 años antes. Su esposa Penélope (Binoche) está ahora prisionera en su propia casa, perseguida por muchos pretendientes para elegir un nuevo marido que suba al trono. Telémaco (Plummer), el hijo de Odiseo y Penélope, se enfrenta a la muerte a manos de quienes lo ven como una amenaza a sus ambiciones. Odiseo se ve obligado a afrontar su pasado para salvar a su familia y recuperar lo que ha perdido.

## Elenco
- Ralph Fiennes como Odiseo
- Juliette Binoche como Penélope
- Charlie Plummer como Telémaco
- Marwan Kenzari como Antinoo
- Claudio Santamaría como Eumeo
- Ayman Al Aboud como Indio
- Amir Wilson como Filoecio
- Francesco Bianchi como Anfimedon
- Nicolas Retrivi como Elenus
- Bruno Cassandra como Prómaco
- Cosimo Desii como Eurídamo
- Ángela Molina como Eurycleia

## Producción

### Desarrollo
El proyecto fue anunciado en abril de 2022. El guion de la película fue escrito por John Collee y Edward Bond. El director de la película, Uberto Pasolini, y James Clayton produjeron la película. HanWay Films comenzó a encargarse de las ventas internacionales y llevó el proyecto al Festival de Cine de Cannes de 2022. En febrero de 2023, se anunció que Bleecker Street había adquirido los derechos norteamericanos y que Andrew Karpen y Kent Sanderson eran productores ejecutivos del proyecto. Roberto Sessa para Picomedia con Rai Cinema, Giorgos Karnavas y Konstantinos Kontovravkis para Heretic y Stéphane Moatti, Romain Le Grand, Vivien Aslanian y Marco Pacchioni para Kabo Films y Marvelous Production también fueron revelados como productores de Italia-U. S.-Grecia-U. Coproducción K.-Francia.

### Casting
La película marca la tercera vez que Ralph Fiennes y Juliette Binoche aparecen juntos después de la ganadora del Oscar de 1996, El paciente inglés, y Cumbres borrascosas de 1992. En febrero de 2023, Charlie Plummer y Marwan Kenzari se sumaron al elenco. 

### Rodaje
La película comenzó su producción en Grecia en la primavera de 2023, con el rodaje principal en las regiones de Corfú y el Peloponeso, antes de continuar en localizaciones en Italia. El rodaje concluyó en Corfú en junio de 2023.

## Estreno
En julio de 2024, The Return se anunció como parte de la sección Gala del Festival Internacional de Cine de Toronto 2024 programado para septiembre de 2024. La película fue estrenada en cines el 6 de diciembre de 2024 en los Estados Unidos por Bleecker Street.